# Нощта на кръстопътя
„Нощта на кръстопътя“ (на френски: La nuit du carrefour) е полицейски роман на белгийския писател Жорж Сименон, 7-и поред от серията за комисар Мегре. Романът е издаден през 1931 г. от издателство „A. Fayard“ в Париж. На български език е издаден през 1988 г. от издателство „Народна младеж“ в поредицата „Лъч – избрано“, в превод на Майя Калудиева.

## Сюжет
Внимание:  Текстът по-долу разкрива сюжета на произведението (или части от него)!
В продължение на 17 часа Мегре и помощникът му Лука разпитват безуспешно датчанина Карл Андерсен, във връзка с убийството на холандския търговец на диаманти Исак Голдберг, който е намерен мъртъв в неговия гараж, в новия автомобил на неговия съсед Емил Мишоне. Андерсен невъзмутимо отрича всички обвинения. Той живее в уединена къща близо до Арпажон, на кръстопътя на трите вдовици, заедно със своята сестра Елзе Андерсен. Mегре отива до кръстопътя на трите вдовици, на който са разположени три къщи – на Андерсен, на застрахователя Мишоне, и гаража на бившия боксьор Оскар. Мегре разпитва Елзе Андерсен, но тя също твърди, че не знвае нищо. Г-жа Голдберг пристига в Арпажон и е застреляна пред очите на Мегре. Карл заключва сестра си и заминава за Париж за да получи хонорара си, но не се появява във фирмата, а колата му е намерена изоставена в близост до границата с Белгия. Елзе отказва да повярва, че брат и е избягал, и предполага че той има психично заболяване.
Междувременно Оскар и жена му заминават за Париж, и Mегре звъни за подкрепление за охрана на района. Той открива в гаража на Оскар укрити крадени вещи и наркотици, и арестува механика Жожо. Той не желае да издаде останалите членове на бандата. От преминаващ автомобил стрелят по Мегре, но комисарят остава невредим. В автомобила е и съдържателят на гаража Оскар. Полицията започва преследване на автомобила. Карл Андерсен се появява, но е прострелян за втори път – първия път докато е бил в колата си, и втория път – пред дома си. Мишоне се опитва да убие Елзе ... Елзе и Мишоне са задържани, а скоро към тях се присъединяват и арестувания Оскар, италианския стрелец Гуидо Ферари и останалите членове на бандата.
Елзе всъщност се оказва бившата престъпничка Берта Крул, която е съпругата на Карл. Тайно от съпруга си, който се опитва да я откъсне от предишния и начин на живот, тя се свързва с Голдберг, и му възлага да донесе откраднати диаманти на Оскар. Голдберг е убит, колата му укрита, а тялото му поставено в колата на Мишоне, която е разменена с тази на Карл, с цел вината да бъде хвърлена върху Карл или да бъде той подтикнат да се самоубие. Мишоне, съблазнен от Елзе, също е станал член на бандата. Ферари е убиецът. Всички, с изключение на Карл, са арестувани и осъдени – Ферари – на смърт, а Елзе на 4 години затвор. Семейството на Карл го настанява в клиника, но една година по късно, след смъртта на майка му, той получава наследство, и се завръща в Париж, за да посещава жена си и да чака освобождаването и.

## Екранизация
По романа през 1932 г. е заснет едноименният филм „Нощта на кръстопътя“. Режисьор на филма е Жан Реноар, а в ролята на комисар Мегре е актьорът Пиер Реноар.